# Commutatore statico
Il commutatore statico è un'apparecchiatura in grado di trasferire automaticamente o manualmente, senza interruzione di servizio, uno o più carichi elettrici da una sorgente (rete A) di alimentazione prioritaria (monofase) ad un'altra sorgente (rete B) di alimentazione secondaria (monofase) e viceversa. In caso di mancato funzionamento della rete A che alimenta i carichi, il trasferimento sull'altra rete è automatico.

## Caratteristiche
Il sistema principalmente soddisfa i seguenti bisogni:
1. separazione completa delle due sorgenti e delle distribuzioni associate
2. ridondanza in un impianto esistente
3. suddivisione delle utenze allo scopo di evitare un eventuale disturbo reciproco, (diverse tolleranze di tensione), o per il rispetto delle norme al punto della rete pubblica

## Principio di funzionamento

### Trasferimento tra due sorgenti
Il commutatore generalmente consta di due interruttori statici a tiristori, ciascuno collegato ad una rete monofase di ingresso. Una delle due può essere selezionata sorgente "prioritaria" e di conseguenza l'altra sorgente "riserva". L'uscita comune degli interruttori statici è collegata all'uscita della macchina, connessa ad un carico critico. in caso di perdita dell'alimentazione, il sistema effettua un trasferimento automatico dell'utenza dalla sorgente fuori tolleranza all'altra, in meno di un quarto di ciclo circa (circa 5 ms).

### Simmetria di funzionamento
L'architettura e il funzionamento del sistema sono totalmente simmetrici, vale a dire che la selezione della Sorgente A come Prioritaria (Sorgente B - Riserva) e come RIserva (Sorgente B - Prioritaria) è indifferente, e può essere modificata in qualsiasi momento dall'operatore mediante un Deviatore.

### Reversibilità dei trasferimenti
Secondo le condizioni di funzionamento dell'impianto, il sistema permette ugualmente di effettuare automaticamente il trasferimento inverso (ritorno a partire da una sorgente Riserva verso la sorgente Prioritaria) nelle stesse condizioni.

### Tecnologia di commutazione
Ogni interruttore statico è generalmente realizzato con 2 coppie di tiristori in antiparallelo in grado di portare il carico nominale e di sopportare i sovraccarichi transitori. La tecnologia di commutazione utilizzata segue la logica "BREAK BEFORE MAKE". Questa tecnica governa lo spegnimento dei tiristori dell'interruttore attivo prima di comandare quelli dell'interruttore da accendere. Assicura perciò un trasferimento senza parallelo tra le due sorgenti d'alimentazione. Questo consente ai commutatori il trasferimento tra sorgenti a diverse impedenze, con livelli di tensione, di frequenze e di fasi diverse, impedendo l'estensione dei guasti da una sorgente all'altra. Inoltre i commutatori sono dotati di regola di un pannello sinottico completo, permettendo di visualizzare i diversi stati della macchina.